# El ministerio del tiempo
El ministerio del tiempo (Il ministero del tempo) è una serie televisiva spagnola di fantascienza, in onda sul canale La 1 della Televisión Española (TVE) dal 24 febbraio 2015. Il 24 marzo 2015, in occasione del FesTVal (il Festival Nazionale della Televisione spagnola che si svolge a Murcia), la TVE ha confermato che la serie sarebbe stata rinnovata per una seconda stagione, che è stata trasmessa a partire dal 15 febbraio 2016. La serie segue le missioni di una pattuglia dell'immaginario Ministero del Tempo, un'istituzione segreta del governo spagnolo, che si occupa di risolvere i problemi causati dal viaggio nel tempo, annullando gli effetti che potrebbero modificare la Storia.
Il 22 settembre 2016 la TVE ha annunciato il rinnovo della serie per una terza stagione composta da 13 episodi. Grazie a un accordo con Netflix, la terza stagione possiede un budget maggiore delle precedenti, che permette di girare un maggior numero di scene in esterni, oltre a diversi miglioramenti nella produzione. In cambio, Netflix ha la possibilità di distribuire le prime due stagioni a tutti i suoi abbonati in 190 paesi a partire dal 2017, e la terza stagione dopo che la RTVE abbia iniziato la pubblicazione sul canale La 1. Il primo episodio della terza stagione è stato trasmesso il 1 giugno 2017.
Tre anni dopo, il 5 maggio 2020, va in onda il primo episodio della quarta stagione.

## Trama e personaggi principali
Il Ministero del Tempo è un'istituzione governativa segreta che dipende direttamente dal Capo del governo spagnolo. Solo i monarchi, i capi del governo e un numero ridotto ed esclusivo di persone conoscono la sua esistenza. Il passaggio tra le varie epoche si effettua attraversando delle porte sorvegliate dalle pattuglie del ministero. L'obiettivo è quello di scoprire e impedire che qualsiasi intruso del passato giunga al nostro presente — o viceversa — col fine di cambiare la Storia a suo vantaggio. Per realizzarlo, le pattuglie dovranno viaggiare nel passato interagendo con vari personaggi storici. All'interno del ministero lavorano molte persone appartenenti a epoche diverse.
Le ultime persone reclutate dal ministero sono Alonso de Entrerríos (Nacho Fresneda), Amelia Folch (Aura Garrido) e Julián Martínez (Rodolfo Sancho). Alonso de Entrerríos è un soldato dei Tercios delle Fiandre condannato a morte nel 1569 e salvato dal ministero. Conformemente alla sua epoca, possiede dei valori molto antichi e il concetto di onore è per lui la cosa più importante. Egli è il soldato perfetto, esperto tiratore e stratega, e prende in mano la situazione quando è necessario l'uso della forza. Amelia Folch è una delle prime studentesse universitarie di Spagna verso la fine del XIX secolo. Proveniente da una ricca famiglia borghese, è una delle prime donne a frequentare l'Università di Barcellona. Intelligente, dotata di una memoria fotografica e instancabile lavoratrice, è il cervello della pattuglia. Julián Martínez è un infermiere della Protezione civile che vive ai giorni nostri. Il coraggio e il suo scarso attaccamento alla vita nel salvare gli altri sono le sue principali qualità. È rimasto traumatizzato dalla morte della moglie in un incidente stradale tre anni prima.
Comandato dai suoi superiori, Ernesto Jiménez (Juan Gea) e Irene Larra (Cayetana Guillén Cuervo), il trio protagonista deve fare rapporto al sottosegretario Salvador Martí (Jaime Blanch). Angustias (Francesca Piñón) è la segretaria del ministero.
Alla fine quasi tutti i personaggi finiscono per violare le regole del ministero che impediscono di viaggiare nel tempo per motivi personali, iniziando per esempio a visitare di nascosto dei loro familiari defunti (Julián giunge addirittura a cercare di impedire la morte della moglie), a visitare la loro tomba e scoprire l'anno della propria morte. Tutto ciò provocherà dei gravi problemi non solo nel rapporto coi loro superiori, ma anche a loro stessi.
Dei tre protagonisti originari solamente Alonso sarà presente in tutte le puntate.
A causa dell'assenza di Rodolfo Sancho, impegnato nella serie Mar de plástico, all’inizio della seconda stagione appare in scena un poliziotto degli anni 80, Jesús Méndez, conosciuto come Pacino (Hugo Silva).
I due personaggi si alterneranno nel corso delle serie successive.
Pacino sostituisce Julián nella prima parte della seconda stagione. In seguito è costretto a rientrare nella sua epoca per motivi familiari. Con la nuova uscita di scena di Julián, per impegni di Rodolfo Sancho, all’inizio della terza stagione, Pacino riprende il suo posto nella pattuglia.
All’inizio della terza stagione viene reclutata una giovane Lola Mendieta (Macarena García).
La giovane Lola fa parte della resistenza antinazista e finisce per questo in un campo di concentramento, insieme ad Ernesto. Questa comune esperienza li legherà fortemente.
Al termine della missione si decide, forzando tutte le regole del ministero, di reclutare nuovamente Lola, diversi anni prima del reclutamento della sua identità più matura.
La condotta poco affidabile della vecchia Lola e l’aver ripetutamente tradito il ministero sono per la giovane un pesante fardello. Gli altri funzionari, in particolare la segretaria Angustias, la guardano con iniziale diffidenza e sospetto.
Progressivamente riesce a riguadagnarsi la fiducia, fino a venire coinvolta nelle missioni. Quando Amelia è costretta ad abbandonare il lavoro al ministero, a metà della terza stagione, Lola diventa a tutti gli effetti parte integrante della pattuglia.
La quarta stagione si apre col ritorno a sorpresa di Julián, inizialmente con la nuova identità di Eulogio Romero. A causa degli impegni di Aura Garrido, Amelia è presente unicamente nel terzo episodio della stagione.

## Personaggi ricorrenti
- Lola Mendieta (Natalia Millán) è una ex agente del ministero che ha deciso di fingere la propria morte per arricchirsi fornendo informazioni sulle porte del tempo a persone terze interessate e trafficando in opere d'arte. Dopo la morte dell’identità matura, una giovane Lola (Macarena García) è la prima agente ad essere reclutata due volte.
- Armando Leiva (José Antonio Lobato) è un ex agente che si è ribellato contro il ministero quando Salvador non gli ha permesso di portare nel tempo presente il figlio di dieci anni, malato di leucemia, per farlo curare dai medici del XXI secolo.
- Diego Velázquez (Julián Villagrán) è il famoso pittore, conosciuto come l'autore del quadro Las Meninas, che è stato reclutato dal ministero come disegnatore degli identikit.
- Maite (Mar Ulldemolins) è la moglie defunta di Julián, che egli visita tornando indietro nel tempo per cercare di impedirne la morte.
- Paul Walcott (Jimmy Shaw) è un misterioso viaggiatore del tempo statunitense.
- Enric Folch (Xavier Boada) e Carme (Fanny Gautier) sono i genitori di Amelia. Mentre il padre sembra più tollerante riguardo alle preoccupazioni della figlia, per quanto gli appaiano strane e inesplicabili, la madre cerca invece di spingerla a sposarsi al più presto per sistemarsi.
- Blanca (Susana Córdoba) è la moglie di Alonso, che lo crede morto, essendo all'oscuro del fatto che ha evitato la pena di morte grazie al ministero.
- Susana Torres (Mar Saura) è la persona che tiene il collegamento tra il ministero e il Capo del Governo. Di solito le sue visite portano cattive notizie per i responsabili del ministero.
- Ambrogio Spinola (Ramón Langa) è uno dei principali generali dell'Armata spagnola durante il XVII secolo, conosciuto soprattutto per l'assedio di Breda. Egli lavora per il ministero, e ammette di aver commesso l'errore di leggere il suo destino nei libri di storia.
- Enriqueta Martí (María Rodríguez) è una serial killer che ha lavorato come cameriera di Amelia per un breve periodo.
- Federico García Lorca (Ángel Ruiz) è uno dei principali poeti spagnoli del ‘900. Muore assassinato nel 1936, all’inizio della Guerra Civile. Incontrato dalla pattuglia nel corso di alcune missioni, ha sviluppato un legame molto intenso con Julián con cui si incontra più volte in sogno.

## Episodi
| Stagione         | Episodi | Prima TV Spagna |
| ---------------- | ------- | --------------- |
| Prima stagione   | 8       | 2015            |
| Seconda stagione | 13      | 2016            |
| Terza stagione   | 13      | 2017            |
| Quarta stagione  | 8       | 2020            |

## Accoglienza

### Critica
Le recensioni della critica sono state per la maggior parte positive, descrivendo la serie come "appassionante", "piacevole, divertente, originale e coraggiosa. E soprattutto intelligente, e tratta lo spettatore come se anch'egli lo fosse". Uno degli elementi più notevoli è la sceneggiatura, che fonde insieme la storia, la fantascienza, il dramma e la commedia. "A prima vista", secondo Ferran Monegal, "l'idea rasenta la genialità". Nel quotidiano ABC si afferma che "la sceneggiatura rappresenta la vita quotidiana con l'aggiunta di innumerevoli dettagli umoristici. La risata giunge senza sforzo, insieme all'identificazione da parte di ogni genere di pubblico". Un altro elemento importante della sceneggiatura sono i riferimenti che si ricollegano a differenti generazioni, "dalla citazione della serie spagnola degli anni '70 Curro Jiménez fino a Terminator, passando dal musicista rock Rosendo Mercado o da questo Velázquez con manie di grandezza".

### Reti sociali
Un altro aspetto importante della serie è la sua connessione con le reti sociali. Fin dal primo episodio si sono formati su Internet dei gruppi di appassionati, che si sono fatti chiamare los ministéricos, giungendo perfino a creare dei topic di tendenza su Lope de Vega o Ambrogio Spinola. Il successo della serie su Internet, tanto nella visione degli episodi quanto nei commenti e nei numerosi gif ispirati ai suoi personaggi, l'ha trasformata in un precedente unico nel campo della fiction televisiva spagnola, spingendo la TVE a incrementare maggiormente la sua presenza nelle reti sociali e a creare una pagina web dedicata.